# الدوري الهولندي الممتاز 1925–26
الدوري الهولندي الممتاز 1925–26 (بالهولندية: Nederlands landskampioenschap voetbal 1925/26)‏ هو الموسم 38 من الدوري الهولندي الممتاز. أشرف على تنظيمه الاتحاد الملكي الهولندي لكرة القدم، وكان عدد الأندية المشاركة فيه 50، وفاز فيه نادي انسخيده الرياضي.